# Pocho Aztlan
Pocho Aztlan es el cuarto álbum de la banda mexicana de death metal, Brujería. Lanzado el 16 de septiembre de 2016 por Nuclear Blast Records. La fecha de lanzamiento coincide con el día de la independencia de México.
Esté es su primer álbum en 15 años desde Brujerizmo (2000), además de ser el álbum en el que más se han demorado en lanzarse, debido a sus muchos cambios de formación y por su cambio de sello discográfico (anteriormente con Roadrunner Records), unas cuántas giras y falta de tiempo para grabar las canciones.
Además, en este álbum vuelve Hongo Jr. (Nicholas Barker) como baterista. Y también esta es la última grabación con El Cynico (Jeff Walker) y Pititis (Gabriela Domínguez), antes de irse a finales de 2016.

## Título
El título del álbum hace referencia a Aztlán, un sitio donde encontraron el símbolo anunciado por Huitzilopochtli, su dios patrono: un águila parada sobre un nopal, con las alas extendidas, señalando el punto donde debían detener su marcha y fundar lo que sería la capital de su imperio; este hecho ocurrió a principios del siglo XIV de la era cristiana.

## Lista de canciones
Las canciones del álbum fueron reveladas alrededor de los años, empezando con Debilador (2008) hasta el EP Angel Chilango (2014).

Todas las canciones escritas y compuestas por Brujería. 
| N.º   | Título                                            | Duración |  |
| 1.    | «Pocho Aztlan»                                    | 4:10     |  |
| 2.    | «No Aceptan Imitaciones»                          | 3:11     |  |
| 3.    | «Profecía del Anticristo»                         | 4:11     |  |
| 4.    | «Ángel de la Frontera»                            | 3:23     |  |
| 5.    | «Plata o Plomo»                                   | 4:04     |  |
| 6.    | «Satongo»                                         | 3:26     |  |
| 7.    | «Isla de la Fantasía»                             | 2:17     |  |
| 8.    | «Bruja»                                           | 4:09     |  |
| 9.    | «México Campeón»                                  | 2:25     |  |
| 10.   | «Culpan la Mujer»                                 | 2:48     |  |
| 11.   | «Códigos»                                         | 5:35     |  |
| 12.   | «Debilador»                                       | 3:26     |  |
| 13.   | «California Über Aztlan (cover de Dead Kennedys)» | 4:56     |  |
| 46:10 |                                                   |          |  |

## Créditos
Brujería
- Juan Brujo (Juan Lepe) - voz, letas (1, 9, 10)
- Pititis (Gabriela Domínguez) - guitarra, segunda voz
- Hongo - guitarra, letras (2, 4-8, 11, 12)
- El Cynico - bajo, segunda voz, letras (3)
- Fantasma - bajo, segunda voz
- Pinche Peach - samples, segunda voz
- Hongo Jr. - batería (1-11)

Personal adicional
- Juan Ramón Rufino Ramos - voz/narración (1)
- El Podrido - batería (12, 13)

Letras en California Uber Aztlan
- Jello Biafra
- John Greenway

- Datos: Q25410823